# Tatort: Tod eines Mädchens
Tod eines Mädchens ist ein Fernsehfilm aus der Kriminalreihe Tatort der ARD und des ORF. Der Film wurde vom Norddeutschen Rundfunk unter der Regie von Jürgen Roland produziert und am 4. August 1991 erstmals ausgestrahlt. Es handelt sich um die Tatort-Folge 246. Für den Kriminalhauptkommissar Paul Stoever (Manfred Krug) ist es der 15. Fall. Für seinen Kollegen Peter Brockmöller (Charles Brauer) ist es der 12. Fall, in dem er ermittelt.

## Handlung
Die fünfzehnjährige Ulrike Jahn hat sich mit dem wesentlich älteren Thomas Bading verabredet, einem Kollegen ihres Vaters. Da sie aber eigentlich mit ihrem Bekannten Michael den Sonntagnachmittag verbringen wollte, sagt sie diesem vorher anstandshalber ab. Der Nachmittag verläuft nicht so, wie Bading es erwartet hatte. Ulrike weist ihn diskret zurück, dafür wartet Ulrikes Klassenkameradin Silke Rupp an seiner Haustür. Er nimmt Silke mit zu sich in die Wohnung. Als sie sich ins Bad begibt und dort Radio hören will, endet das für sie tödlich, denn das Gerät fällt ins Wasser. Bading ruft besorgt seinen Freund und Arbeitskollegen Manfred Meissen zu Hilfe. Der macht ihm Angst, dass Presse und Polizei einen Skandal hervorrufen würden, wenn die davon erfahren, dass er sich mit Teenagern trifft. Daher bringen sie die Leiche aus der Wohnung und legen sie auf einem Acker ab. Als ein Bauer sie dort findet, verständigt er die Polizei. Stoever und Brockmöller ermitteln daraufhin und wollen den Todesfall aufklären, der nach Auskunft der Pathologen möglicherweise auch nur ein Unglück war. Da aber Mord auch nicht ausgeschlossen werden kann, recherchieren die Ermittler im Umfeld des Opfers.
Von den Schulkameraden erfahren die Kommissare, dass sich Silke Rupp stets mit älteren Männern getroffen hatte. In letzter Zeit war sie allerdings nur noch mit einem zusammen. Schnell finden Stoever und Brockmöller heraus, dass dies Thomas Bading ist. Als sie diesen in seiner Wohnung aufsuchen wollen, finden sie ihn dort tot am Boden liegend. Um herauszufinden, wer Bading erschlagen haben könnte, begibt sich Brockmöller zur Badingwerft, die von Johannes Bading, dem Vater des Opfers, geleitet wird. Er schildert seinen Sohn als verzogenes Kind, das immer alles haben wollte und alles kaputt gemacht hätte. Den Arbeitskollegen war bekannt, dass Thomas Bading sich stets mit jungen Mädchen amüsiert hatte. Daher lassen die Ermittler dessen Wohnung kriminaltechnisch untersuchen und es finden sich Indizien, dass Silke Rupp in dieser Wohnung zu Tode gekommen sein muss.
Bei der Befragung von Ulrikes Eltern ergeben sich Widersprüche, sodass die Tochter zur Klärung dazu geholt werden soll. Unerwartet gibt Ulrikes Mutter ein Geständnis ab. Sie sagt aus, dass ihr nicht gefallen hätte, dass Bading so viel Zeit mit ihrer Tochter verbrachte und ihr teure Geschenke machte. Sie wollte ihn zur Rede stellen und wäre zu ihm in seine Wohnung gefahren. Im Streit hätte sie auf ihn eingeschlagen, bis er tot umgefallen sei. Die Ermittler merken sofort, dass diese Aussage so nicht stimmen kann. Sie befragen Ulrike und sie gibt zu, dass sie Bading aufgesucht hatte, weil sie ihn fragen wollte, was mit ihrer Freundin Silke geschehen ist. Sie war mit ihm in seinem Schlafzimmer, als es klingelte und ihre Mutter plötzlich erschien. Die hatte ihn beschimpft und ihm seine vielen Liebschaften vorgeworfen, sodass Bading sie wieder aus der Wohnung warf. Das hatte sie alles mit angehört und war derart wütend, dass sie eine Glaskaraffe genommen und solange zugeschlagen hätte, bis er sich nicht mehr rührte. Allerdings bleiben auch bei diesem Geständnis offene Fragen, denn nach Aussage des Kriminaltechnikers wurde die Karaffe von Fingerabdrücken befreit, obwohl Ulrike glaubwürdig versichert, sie nicht abgewischt zu haben. Zudem passt die Uhrzeit, zu der die Uhr des Toten aufgrund des Sturzes stehengeblieben ist, nicht mit der Zeit des Todeseintritts überein. Dazwischen liegen drei Stunden.
Wie Stoever und Brockmöller herausfinden, fehlt in der Firmenkasse der Badings ein sechsstelliger Betrag, und der Seniorchef will, da nun sein einziger Erbe nicht mehr lebt, die Firma Manfred Meissen überlassen. Der rückt daraufhin in den Fokus der Ermittler und sie konfrontieren diesen mit den Fakten. So stellt sich am Ende heraus, dass er Bading noch lebend in seiner Wohnung am Boden liegend vorfand und die Gelegenheit nutzte, um ihn zu beseitigen. Er dachte, dass er durch sein Wissen um die Todesumstände von Silke Rupp Bading in der Hand hätte und somit die Unterschlagung in der Firma vertuschen könnte, aber Bading wollte da nicht mitmachen.

## Hintergrund
Tod eines Mädchens ist der erste von vier Stoever-Tatort-Filmen, bei denen Jürgen Roland Regie führte.

## Kritik
TV Spielfilm nannte Tod eines Mädchens „routinierte Mörderjagd mit bewegendem Finale“.